# Celtic Woman: A New Journey
Celtic Woman: A New Journey è il terzo album delle Celtic Woman e contiene canzoni in Inglese, Irlandese, Italiano e Latino. L'album ha raggiunto la quarta posizione nella classifica Billboard 200.

## Tracce
1. Chloë Agnew, Órla Fallon, Lisa Kelly, Máiréad Nesbitt, Méav Ní Mhaolchatha, Hayley Westenra – The Sky and the Dawn and the Sun – 5:19
2. Chloë Agnew – The Prayer – 4:20
3. Órla Fallon – Newgrange – 3:07
4. Chloë Agnew, Órla Fallon, Méav Ní Mhaolchatha, Lisa Kelly, Hayley Westenra – Over the Rainbow – 2:37
5. Máiréad Nesbitt – Granuaile's Dance – 3:40
6. Lisa Kelly – The Blessing – 3:49
7. Méav Ní Mhaolchatha – Dúlaman – 3:05
8. Chloë Agnew, Órla Fallon, Lisa Kelly, Máiréad Nesbitt, Méav Ní Mhaolchatha, Hayley Westenra – Beyond the Sea – 3:20
9. Hayley Westenra, Méav Ní Mhaolchatha – The Last Rose of Summer – 3:36
10. Lisa Kelly – Caledonia – 4:49
11. Hayley Westenra – Lascia ch'io pianga – 3:31
12. Órla Fallon – Carrickfergus – 3:43
13. Chloë Agnew – Vivaldi's Rain – 2:11
14. Lisa Kelly – The Voice – 3:05
15. Hayley Westenra – Scarborough Fair – 3:13
16. Chloë Agnew, Órla Fallon, Lisa Kelly, Máiréad Nesbitt, Méav Ní Mhaolchatha, Hayley Westenra – Mo Ghile Mear – 4:50
17. Chloë Agnew, Órla Fallon, Lisa Kelly, Máiréad Nesbitt, Méav Ní Mhaolchatha – Sing Out! (Traccia bonus disponibile nella versione deluxe) – 4:04
18. Máiréad Nesbitt – Shenendoah - The Pacific Slope (Live a Slane Castle) (Traccia bonus disponibile nella versione deluxe) – 4:43
19. Órla Fallon, Lisa Kelly, Máiréad Nesbitt, Méav Ní Mhaolchatha – At the Céili (Live a Slane Castle) (Traccia bonus disponibile nella versione deluxe) – 4:59
20. Chloë Agnew, Órla Fallon, Lisa Kelly, Máiréad Nesbitt, Méav Ní Mhaolchatha, Hayley Westenra – Spanish Lady (Live a Slane Castle) (Traccia bonus disponibile nella versione deluxe) – 2:23